# Лямино
Лямино (на руски: Лямино) е селище от градски тип в Русия, разположено в Чусовойски район, Пермски край. Населението му към 1 януари 2018 година е 4450 души.